# Черемисинов, Дементий Иванович
Деме́нтий Ива́нович Череми́синов — думный дворянин XVI века, любимец Иоанна IV. В 1579—1580 гг. сопровождал Иоанна IV в литовском походе и во время сражения близ Торопца был взят в плен, из которого выкуплен царем за 4457 руб. В 1589 г. ездил к шведам требовать Нарвы, Иван-города, Яма, Копорья и Корелы, но без успеха; в том же году участвовал в обороне Москвы от нападения крымцев. Сын Черемисинова Ивана Семеновича

## Биография
Черемисинов, Дементий (Деменша) Иванович — в 1566 г. дворянин (сын боярский) подписался под грамотой о Ливонской войне. После разгрома Новгорода Иоанном IV в 1571 г., января 5-го, он был послан туда дополучить от «правильщиков» казны на монастырях вновь собранные ими деньги; неделю спустя он ехал уже обратно в Москву, взяв с собою все деньги, считанные и несчитанные. С 1577 по 1595 г. он был казначеем казенного двора и думным дворянином, в 1577—1578 участвовал в Ливонской войне. В 1577 г., при осаде города Шмильтена, царь Иоанн IV, узнав о беспорядках в русском лагере, который находился под начальством воеводы кн. Михаила Ноздреватого, о том «кручинился да послал из-за кушанья Деменшу Черемисинова, да велел про то сыскати». Оказалось, что ливонцы хотели ехать из города с женами и детьми, но воеводы не пускали их, а посылали к царю бить челом относительно их имущества, вследствие чего ливонцы из города не поехали. Черемисинов распорядился, чтобы ливонцы выехали из города с женами, детьми и со всем имуществом, что они и исполнили, но царь «Литву отпустил, а животы их взял на себя». После этого Черемисинов поручил воеводство в городе Шмильтене кн. Михаилу Ноздреватому, которого за допущенные им беспорядки, «за его неслужбу», — как сказано в современном документе — «царь велел бити на конюшне».
В 1580 году, на седьмой свадьбе царя Ивана Васильевича с Марией Нагой, он сидел на скамейке против боярынь. В том же году, во время польско-литовской войны, при поражении кн. Хилкова близ Торопца, Черемисинов был взят в плен, в котором оставался до 1583 г.; за выкуп его при Запольском замирении с Польско-Литовским государством заплачено царем Иоанном IV 4457 рублей. Упоминая о взятии Черемисинова в плен, Карамзин называет его «любимцем Иоанновым». В том же 1583 году, когда приехал английский посол Баус и шло сватовство царя Иоанна с племянницей английской королевы Елизаветы, Марией Гастингс, Черемисинов был одним из немногих, оставленных царем в «комнате», при разговорах с послом. В 1594 году были посланы для делания засек на юго-восточной и восточной окраинах Московского государства; посланные были разделены на четыре «статьи»; во второй статье значатся: кн. Андрей Иванович Хворостинин и Черемисинов. В том же году окольничий кн. Фёдор Юрьевич Хворостинин и казначей Деменша Ив. Черемисинов, назначенные для третьего съезда со шведскими послами, писали им: «Государю нашему, не отыскав свои отчины, городов Лифляндские земли и Ноугородцкие, с вашем Государем для чего миритца? Ныне уже Государю вашему пригоже отдавати (нам) все городы, да и подъём Государя нашего заплатити, что Государь наш укажет». В 1595 году он ставил города на Яике и на Волге, в 1598 году был воеводою в Астрахани вместе с Ив. Мих. Бутурлиным; для расследования их неправильных действий был послан царем Борисом Петр Никитич Шереметев.